# Det kan blive bedre, kammerat
Det kan blive bedre, kammerat er en dansk dokumentarfilm fra 1972, der er instrueret af Christian Braad Thomsen efter eget manuskript.

## Handling
En beskrivelse af slumstormer-bevægelsen i begyndelsen af 1970'erne bygget op omkring interviews og de aktionssange, de selv skrev til aktionerne. Filmen indledes med oprettelsen af Folkets Hus og Folkets Park i Den sorte firkant i fællesskab med kvarterets beboere.
Filmen er produceret på Filmværkstedet og er 2. del af Slumstormer-trilogien.  Se også Slumstormerne og Stærekassen.
Til filmen udkom en LP med samme titel, udgivet af Demos.

## Medvirkende
- Benny Holst
- Otto Krabbe
- Preben Wilhjelm